# Чужой против Хищника (медиафраншиза)
Чужой против Хищника (англ. Alien vs. Predator) — название нескольких фантастических произведений, объединяющих вселенные Чужого и Хищника. Также встречается вариант Aliens versus Predator (Чужие против Хищника).

## Фильмы
| Фильм                         | Дата выхода     | Режиссёр(ы)         | Сценарист         | Сюжет                                            | Продюсеры                                             |
| ----------------------------- | --------------- | ------------------- | ----------------- | ------------------------------------------------ | ----------------------------------------------------- |
| Чужой против Хищника          | 13 августа 2004 | Пол У.С. Андерсон   | Пол У.С. Андерсон | Пол У.С. Андерсон, Дэн О'Бэннон и Рональд Шусетт | Джон Дэвис, Гордон Кэрролл, Дэвид Гилер и Уолтер Хилл |
| Чужие против Хищника: Реквием | 25 декабря 2007 | Грег и Колин Штраус | Шейн Салерно      | Шейн Салерно                                     | Джон Дэвис, Дэвид Гилер и Уолтер Хилл                 |

## Игры
- Alien vs Predator (SNES) (1993)
- Alien vs Predator: The Last of His Clan (1993)
- Alien vs. Predator (аркада)
- Alien vs Predator (Jaguar) (1994)
- Alien vs Predator (Lynx)
- Aliens versus Predator (1999)
- Aliens versus Predator 2 (2001)
- Aliens versus Predator 2: Primal Hunt (2002)
- Aliens versus Predator (2010)
- Aliens versus Predator: Extinction
- Alien vs. Predator 2D
- Alien vs. Predator (mobile)
- Alien vs. Predator 3D
- Alien vs. Predator 2 2D: Requiem
- Aliens vs. Predator: Requiem (psp)
- Aliens vs. Predator: Evolution

Чужой и Хищник являются гостевыми персонажами игры Mortal Kombat X.

## Комиксы
- Aliens vs Predator: Deadspace (рус. Чужие против Хищника: Мёртвый космос)
- Aliens vs Predator: Duel (Чужие против Хищника: Дуэль)
- Aliens vs Predator: Three World War (Чужие против Хищника: Война Трёх Миров)
- Alien vs Predator: Pursuit (Чужой против Хищника: Преследование)